# Porotrichum subpennaeforme
Porotrichum subpennaeforme är en bladmossart som beskrevs av C. Müller 1890. Porotrichum subpennaeforme ingår i släktet Porotrichum och familjen Neckeraceae. Inga underarter finns listade i Catalogue of Life.